# Циганов Валерій Петрович
Валерій Петрович Циганов (рос. Валерий Петрович Цыганов; нар. 29 липня 1940) — радянський футболіст, півзахисник.

## Життєпис
Вихованець групи підготовки при команді «Динамо» (Москва). У 1957-1959 роках грав за дубль «Динамо». Три сезони виступав у чемпіонаті СРСР за «Молдову» Кишинів (1960) та «Даугаву-РВЗ» Рига (1961—1962) — 72 матчі, два голи. Потім грав за команди «Трудові резерви» Луганськ (1963-1964), «Шахтар» Кадіївка (1964), СКА Київ (1965), «Зоркий» Красногорськ (1968).